# Enxofre

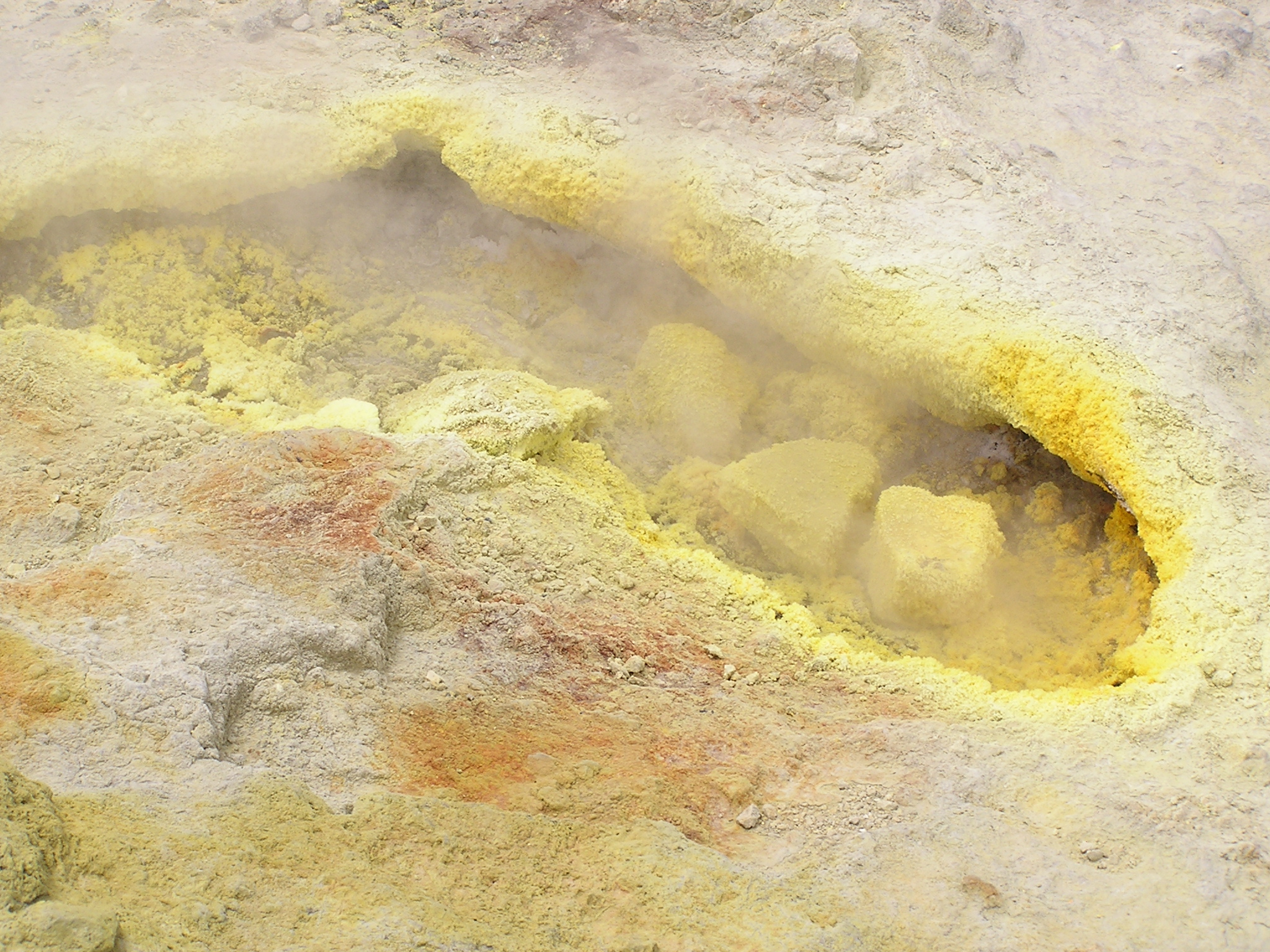
Acúmulo de enxofre numa fumarola do Vulcão Vulcano, na Sicília

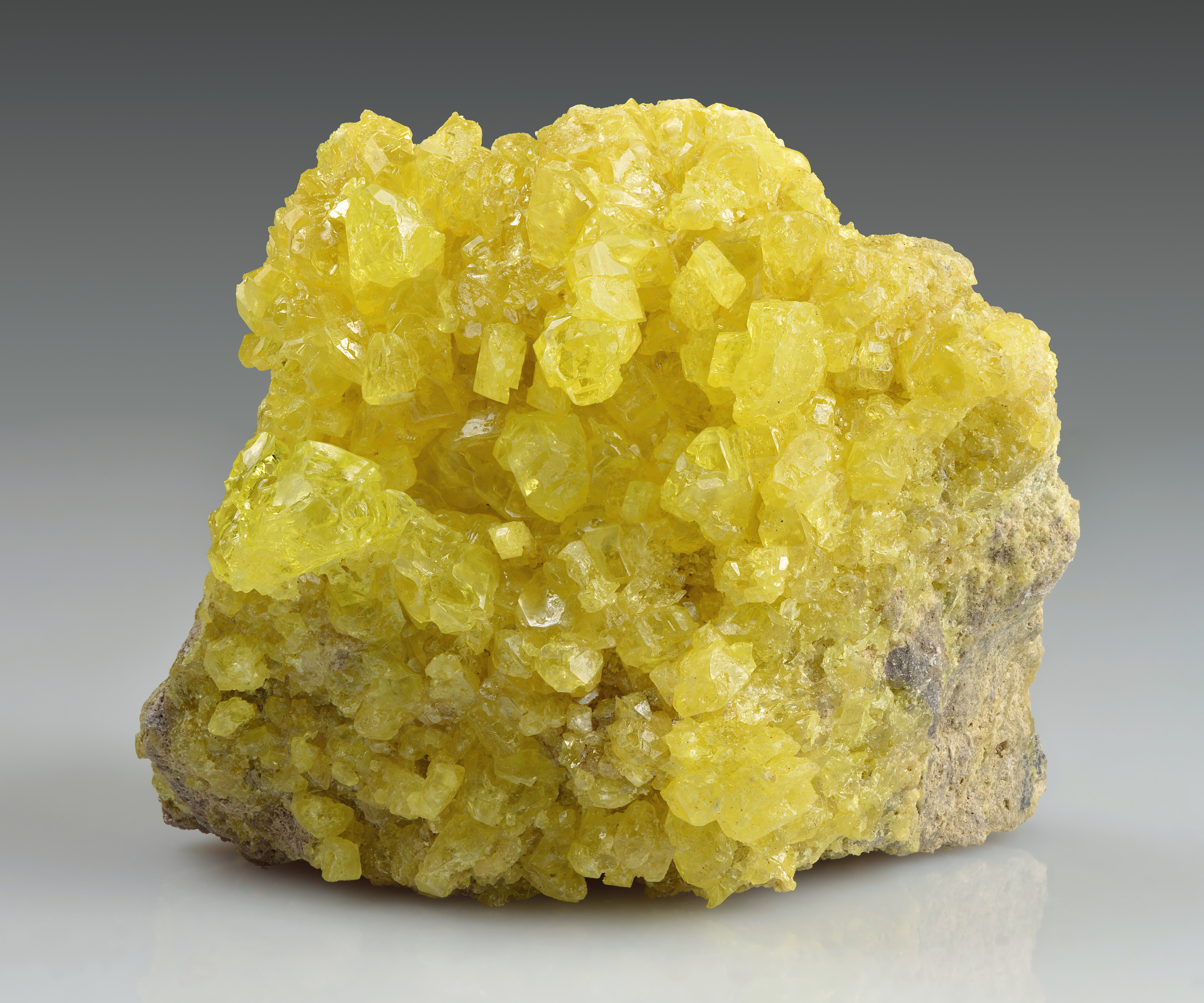
Enxofre

O enxofre ou súlfur (do latim sulphur) é um elemento químico de símbolo S, com número atômico 16 e massa atômica 32 u. À temperatura ambiente, o enxofre encontra-se no estado sólido.
É um não metal insípido e inodoro, (o "cheiro de enxofre" vem de seus compostos voláteis, como o sulfeto de hidrogênio.) facilmente reconhecido na forma de cristais amarelos que ocorrem em diversos minerais de sulfito e sulfato, ou mesmo na sua forma pura (especialmente em regiões vulcânicas). O enxofre é um elemento químico essencial para todos os organismos vivos, sendo constituinte importante de muitos aminoácidos. É utilizado em fertilizantes, além de ser constituinte da pólvora, de medicamentos laxantes, de palitos de fósforos e de inseticidas.

## Características principais
O enxofre é um não metal de coloração amarela, mole, frágil, leve, desprende um odor característico de ovo podre ao misturar-se com o hidrogênio, e arde com chama azulada formando dióxido de enxofre. É insolúvel em água, parcialmente solúvel em álcool etílico, porém se dissolve em dissulfeto de carbono e em tolueno aquecido (cerca de 20 g/100 mL a 95 °C e menos de 2 g/100 mL a 20 °C). É multivalente e apresenta como estados de oxidação mais comuns os valores -2, +2, +4 e +6.
Em todos os estados, sólido, líquido e gasoso apresenta formas alotrópicas cujas relações não são completamente conhecidas. As estruturas cristalinas mais comuns são o octaedro ortorrômbico (enxofre α) e o prisma monoclínico (enxofre β) sendo a temperatura de transição de 95,5 °C; em ambos os casos o enxofre se encontra formando moléculas na forma de anel. As diferentes disposições destas moléculas é que produzem as diferentes estruturas cristalinas. À temperatura ambiente, a transformação de enxofre monoclínico em ortorrômbico, mais estável, é muito, muito, lenta.
Ao fundir-se o enxofre, obtém-se um líquido que flui com facilidade formado por moléculas de S8 , porém ao aquecê-lo se torna marrom (castanho) levemente avermelhado apresentando um aumento na sua viscosidade. Este comportamento se deve a ruptura dos anéis formando longas cadeias de átomos de enxofre que se enredam entre si diminuindo a fluidez do líquido; o máximo de viscosidade é alcançado numa temperatura em torno de 200 °C. Esfriando-se rapidamente este líquido viscoso obtém-se uma massa elástica, de consistência similar a da goma, denominada enxofre plástico ( enxofre γ) formada por cadeias que não tiveram tempo para reorganizarem em moléculas de S8; após certo tempo a massa perde a sua elasticidade cristalizando-se no sistema rômbico. Estudos realizados com raios X mostram que esta forma amorfa pode estar constituída por moléculas de S8 com uma estrutura de hélice em espiral.
No estado de vapor também forma moléculas de S8, porém a 780 °C já se alcança um equilíbrio com moléculas diatômicas, S2, e acima de aproximadamente 1 800 °C a dissociação se completa encontrando-se átomos de enxofre.

## Aplicações
O enxofre é usado em múltiplos processos industriais como, por exemplo, na produção de ácido sulfúrico para baterias, fabricação de pólvora e vulcanização da borracha. O enxofre também tem usos como fungicida e na manufactura de fosfatos fertilizantes. Os sulfitos são usados para branquear o papel e como conservantes em bebidas alcoólicas. O tiossulfato de sódio é utilizado em fotografia como fixador já que dissolve o brometo de prata; e o sulfato de magnésio (sal Epsom) tem usos diversos como laxante, esfoliante ou suplemento nutritivo para plantas e na produção de sulfureto de hidrogénio (ácido sulfídrico). O enxofre, após ser oxidado num forno formando o gás sulfito, é utilizado na clarificação do caldo de cana-de-açúcar, numa das etapas para obtenção do açúcar refinado.

## Papel biológico
Os aminoácidos cisteína, metionina homocisteína e taurina contêm enxofre, formando as pontes de dissulfeto entre os polipeptídeos, ligação de grande importância para a formação das estruturas espaciais das proteínas, o que caracteriza o enxofre um dos elementos CHONPS (os seis elementos fundamentais para a vida na Terra). É constituinte de algumas vitaminas, participando na síntese do colágeno (colagénio), neutraliza os tóxicos e ajuda o fígado na secreção da bílis. É encontrado em legumes como aspargos, alhos-poró, alhos, cebolas, também em pescados, queijos e gema de ovos; diferentemente do inorgânico, o enxofre dos alimentos não é tóxico e seu excesso é eliminado pela urina. Sua deficiência retarda o crescimento.[carece de fontes?]
As plantas absorvem o enxofre do solo como íon sulfato, e algumas bactérias utilizam o sulfeto de hidrogênio da água como doadores de elétrons num processo similar a uma fotossíntese primitiva.
Mais informações: ciclo do enxofre.

## História
O enxofre é conhecido desde a antiguidade. No século IX a.C. Homero já recomendava evitar a pestilência do enxofre.
Aproximadamente no século XII, os chineses inventaram a pólvora, uma mistura explosiva de nitrato de potássio (KNO3), carbono e enxofre. 
Os alquimistas na Idade Média conheciam a possibilidade de combinar o enxofre com o mercúrio. 
Somente nos finais da década de 1770 a comunidade científica convenceu-se, através de Antoine Lavoisier, de que o enxofre era um elemento químico e não um composto.

## Abundância e obtenção
O enxofre é o 16º elemento em ordem de abundância, constituindo 0,034% em peso na crosta terrestre, é encontrado em grandes quantidades na forma de sulfetos (galena) e de sulfatos (gesso). Na forma nativa é encontrado junto a fontes termais, zonas vulcânicas e em minas de cinábrio, galena, esfalerita e estibina. É extraído pelo processo Frasch, processo responsável por 23% da produção, que consiste em injetar vapor de água superaquecido para fundir o enxofre, que posteriormente é bombeado para o exterior utilizando-se ar comprimido.
Também está presente, em pequenas quantidades, em combustíveis fósseis como carvão e petróleo, cuja combustão produz dióxido de enxofre que combinado a água resulta na chuva ácida, por isso, a legislação de alguns países exige a redução do conteúdo de enxofre nos combustíveis. Este enxofre, depois de refinado, constitui um porcentual importante do total produzido mundialmente. Também é extraído do gás natural que contém sulfeto de hidrogênio que, uma vez separado, é queimado para a produção do enxofre:
A coloração variada de Io, a lua vulcânica de Júpiter se deve à presença de diferentes formas de enxofre no estado líquido, sólido e gasoso. O enxofre também é encontrado em vários tipos de meteoritos e, acredita-se que a mancha escura que se observa próximo a cratera lunar Aristarco deva ser um depósito de enxofre.
| 1.  | China                  | 17,5 |
| 2.  | Estados Unidos         | 8,7  |
| 3.  | Rússia                 | 7,5  |
| 4.  | Canadá                 | 6,9  |
| 5.  | Arábia Saudita         | 6,5  |
| 6.  | Índia                  | 3,6  |
| 7.  | Cazaquistão            | 3,5  |
| 8.  | Japão                  | 3,4  |
| 9.  | Emirados Árabes Unidos | 3,3  |
| 10. | Coreia do Sul          | 3,0  |
| 11. | Irão                   | 2,2  |
| 12. | Catar                  | 1,8  |
| 13. | Chile                  | 1,5  |
| 14. | Polónia                | 1,1  |
| 15. | Austrália              | 0,9  |
| 21. | Brasil                 | 0,5  |

Fonte: USGS.

## Compostos
Muitos dos odores desagradáveis da matéria orgânica se devem a compostos de carbono que contém o enxofre na forma de sulfeto de hidrogênio. Dissolvido em água e ácido (pKa1 = 7,00, pKa2 = 12,92) ele reage com os metais. Os sulfetos metálicos se encontram na natureza, sobretudo o de ferro (pirita) que pode apresentar resistência negativa e a galena, sulfeto de chumbo natural, na qual se observou pela primeira vez o efeito semicondutor retificado.
O nitreto de enxofre polímero (SN)x, sintetizado em 1975 por Alan G. MacDiarmid e Alan J. Heeger, apresenta propriedades metálicas, apesar de ser constituído por não metais com propriedades elétricas e ópticas não usuais. Este trabalho serviu de base para o posterior desenvolvimento, com Hideki Shirakawa, de plásticos condutores e semicondutores que motivou a concessão do Prêmio Nobel de Química, em 2000, aos três pesquisadores.
Os óxidos mais importantes são o dióxido de enxofre (SO2), que em água forma uma solução de ácido sulfuroso, e o trióxido de enxofre (SO3), que em solução forma o ácido sulfúrico; sendo os sulfitos e sulfatos os sais respectivos.

O enxofre, com o oxigênio e o hidrogênio, forma diversos outros ácidos, como o tiossulfúrico, que dá os tiossulfatos e hipossulfuroso que dá os hipossulfitos (no exato do termo). 

## Isótopos
São conhecidos dezoito isótopos do enxofre, quatro dos quais são estáveis: S-32 (95,02%), S-33 (0,75%), S-34 (4,21%) e S-36 (0,02%). O S-35, formado a partir da incidência da radiação cósmica sobre o Argônio-40 atmosférico tem uma vida média de 87 dias; os demais isótopos radiativos são de vida curta.

## Precauções
O dissulfeto de carbono, o sulfeto de hidrogénio, e o dióxido de enxofre devem ser manuseados com cautela. Além de ser bastante tóxico (mais que o cianureto), o dióxido de enxofre reage com a água da atmosfera produzindo a chuva ácida, e em altas concentrações reage com a água dos pulmões formando ácido sulfuroso que provoca hemorragias, enchendo os pulmões de sangue com a consequente asfixia. O sulfeto de hidrogénio é muito fétido, mesmo em baixas concentrações. Quando a concentração aumenta o sentido do olfato rapidamente se satura desaparecendo o odor, passando despercebida a sua presença no ar, deixando as vitimas expostas aos seus efeitos, possivelmente letais, caso seja o único gás presente no local.